# Occidryas alena
Occidryas alena är en fjärilsart som beskrevs av Barnes och Benjamin 1926. Occidryas alena ingår i släktet Occidryas och familjen praktfjärilar. Inga underarter finns listade i Catalogue of Life.